# Richard Wendler
Richard Wendler (ur. 22 stycznia 1898 w Oberdorf koło Sonthofen w Allgäu, zm. 24 sierpnia 1972 w Prien am Chiemsee) – SS-Gruppenführer oraz Generalleutnant Policji. W Generalnym Gubernatorstwie pełnił funkcję starosty miejskiego Częstochowy oraz gubernatora dystryktów Kraków, a potem Lublin.

## Życiorys
W latach 1916–1918 jako żołnierz czynnej służby brał udział w I wojnie światowej, gdzie dosłużył się stopnia podoficerskiego. Potem był członkiem prawicowych oddziałów Freikorps. W latach 1919–1922 studiował prawo i nauki polityczne na Uniwersytecie w Monachium, gdzie zdobył tytuł doktora praw. W latach 1925–1933 pracował jako adwokat w Deggendorf. W 1929 roku ożenił się, jednak małżeństwo nie trwało zbyt długo, a po rozwodzie pierwsza żona wróciła do Getyngi. W lipcu 1928 wstąpił do NSDAP (nr 93116), a następnie do SS w 1933 (nr 36050). Jego siostra Mathilde wyszła za starszego brata Heinricha Himmlera, dlatego łączyły ich zażyłe osobiste stosunki pomagające mu z pewnością w karierze. W dniu 17 marca 1933 r. Wendler informuje burmistrza Deggendorf, dr Reusa, że został powołany do Wydziału Bawarskiej Policji Politycznej (BPP) na mocy zarządzenia komisarycznego prezydenta policji monachijskiej, Himmlera. W sierpniu 1933 roku ostatecznie rezygnuje ze stanowisk w Deggendorf i zostaje mianowany nadburmistrzem Hof w Bawarii przez tamtejszego Gauleitera. Oficjalnie pełni ten urząd do 1944 roku, ale praktycznie nie sprawuje go już od wybuchu wojny w 1939 roku.

### Działalność w Generalnym Gubernatorstwie
Dnia 7 września 1939 zostaje mianowany komisarzem miasta (niem. Stadtkommissar) Kielc, a następnie w okresie listopada 1939 do stycznia 1942 pełnił funkcję starosty miejskiego (Stadthauptmann) w Częstochowie, gdzie podjął m.in. decyzję utworzenia getta dla Żydów. Od 31 stycznia 1942 do 26 maja 1943 gubernator dystryktu krakowskiego, a między 27 maja 1943 a 22 lipca 1944 gubernator dystryktu lubelskiego.

#### Działalność w Krakowie
Wendler przeważnie przebywał w rezydencji gubernatorów dystryktu Kraków w Przegorzałach – w okazałej Willi Burtanów na skraju Lasu Wolskiego, zaledwie kilka minut drogi samochodem od ścisłego centrum Krakowa. Jako pierwszy wprowadził do urzędów obowiązkowe uczestnictwo w zajęciach sportowych. W Krakowie został nawet honorowym prezesem klubu sportowego DTSG w Krakowie
W momencie objęcia urzędu gubernatora dystryktu starostą miejskim był Rudolf Pavlu. Nowy gubernator od początku nie cenił Pavlu i jedną z pierwszych spraw było odebranie mu mieszkalnictwa. Odbyło się to bardzo gwałtownie i wywołało wiele konfliktów. Urząd ten kontynuował, a nawet zwiększył wyrzucanie z mieszkań Polaków zwłaszcza w utworzonej wcześniej dzielnicy niemieckiej.
Od maja 1942 do marca 1943 roku stopniowo zmniejszano liczebność, jak i powierzchnię getta w Podgórzu. Okres ten pokrywa się z czasem jego urzędowania jako gubernatora dystryktu. Wendler nie pozostawił żadnego oficjalnego dokumentu, z którego można było wnosić o jego działaniu sprawczym lub współudziale w sprawie eksterminacji Żydów, ale są dowody pośrednie – np. był wtedy w bliskich kontaktach z dowódcą SS i policji w dystrykcie krakowskim Julianem Scherner.

### Okres powojenny
W ręce Amerykanów wpadł 8 maja 1945 r. Posługiwał się nazwiskiem Kurt Kummermehr, nie został rozpoznany i we wrześniu tego samego roku został przez aliantów zwolniony. Pracował w firmie budowlanej w Stuttgarcie. W sierpniu 1948 r. zostaje zadenuncjowany i aresztowany przez Amerykanów. W grudniu 1948 stanął przed Centralną Izbą Orzekającą Północnej Wirtembergii w Ludwigsburgu (Zentrale Spruchkammer). W wyniku rozprawy zaliczony został do kategorii „głównych sprawców” [Hauptschuldiger] i skazany na 4 lata w obozie pracy. Wkrótce Wendler złożył apelację do Izby Odwoławczej działającej w tym samym systemie prawnym, która karę skróciła do 3 lat.

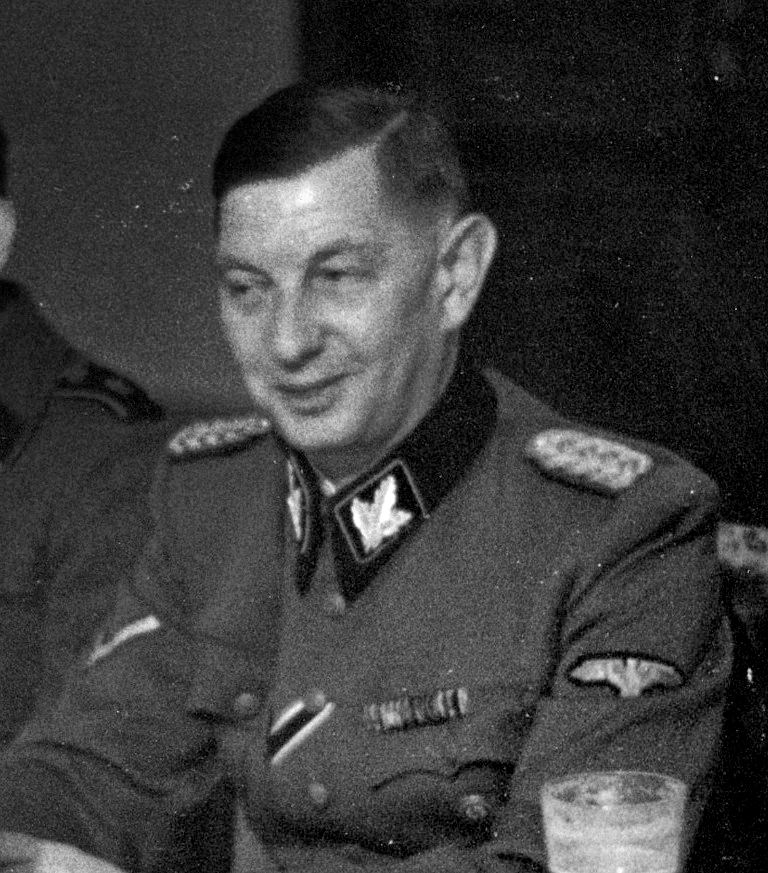
Gubernator dystryktu Kraków – Richard Wendler

Wendler został jednak zwolniony 20 grudnia 1949 i wrócił do Rosenheim, gdzie mieszkała i pracowała jego druga żona, a wkrótce przeprowadzili się do Prien am Chiemsee w Bawarii. W 1952 r. zaliczono go do niższej kategorii sprawstwa – Belasteter (obciążony), w związku z czym zwrócono mu znaczną część skonfiskowanego wcześniej majątku. Wciąż niezadowolony zabiegał o zaliczenie go kategorii „Mitläufer” (bierny uczestnik) pozwalającej na podjęcie pracy prawnika, kategorii tej odmawiano mu. Od 1 lipca 1953 roku pracował jako prawnik w biurze pomocy prawnej Protestanckiej Organizacji Pomocy Humanitarnej (Evangelisches Hilfswerk), gdzie występował na rzecz pojmanych przestępców wojennych w Polsce. W latach pięćdziesiątych walczył z władzami o ponowne przyjęcie go w poczet prawników Bawarii, na co prezydent Bawarii zezwala mu w dniu 21.06.1955 r. na mocy dekretu ułaskawiającego.
W 1966 r. wszczęto przeciwko niemu postępowanie przygotowawcze o pomoc i podżeganie do mordowania Żydów i Polaków. Postępowania te zostają jednak umorzone ze względu na brak wystarczających dowodów. W 1970 r. Sąd Rejonowy w Monachium zbadał jego rolę w deportacji krakowskich Żydów w 1942 i 1943 r., ale 7 października 1971 r. umorzył postępowanie. Na początku 1971 r. Wendler został ponownie postawiony w stan oskarżenia. Bronił go dr Alfred Seidl, ten sam adwokat, który bronił również Hansa Franka i Rudolfa Heßa. Postępowanie sądowe zostało „czasowo zawieszone” 14 sierpnia 1971 roku, a Wendler, jeszcze wolny człowiek, zmarł 24 sierpnia 1972 roku w Prien am Chiemsee.